# Paul Papp
Paul Papp (* 11. November 1989 in Dej) ist ein rumänischer Fußballspieler der bei CS Universitatea Craiova unter Vertrag steht.

## Karriere

### Verein
Papp begann mit dem Fußballspielen im Alter von zehn Jahren bei Luceafărul Dej in seiner Heimatstadt. Im Jahr 2006 wechselte er zu Unirea Dej, das in der zweiten rumänischen Liga, der Liga II, spielte und zunächst von George Ciorceri und ab September 2006 von Dorel Mureșan trainiert wurde. In seiner ersten Spielzeit kam er nur auf wenige Einsätze, blieb dem Klub aber auch nach dessen Abstieg 2007 erhalten. In der folgenden Liga-III-Saison wurde er zur Stammkraft, verpasste aber mit seinem Klub den Wiederaufstieg klar.
Im Sommer 2008 verließ Papp Dej und wechselte zum FC Botoșani in die Liga II. Nach nur einem halben Jahr nahm ihn das in der Liga 1 spielende Team des FC Vaslui unter Vertrag. Dort kam er in der Rückrunde 2008/09 lediglich auf einen Einsatz und wurde zu Beginn der Saison 2009/10 für ein halbes Jahr an Farul Constanța in die Liga II ausgeliehen. Nach seiner Rückkehr nach Vaslui etablierte er sich als Stammspieler und schloss die Saison mit seinem Team auf dem dritten Platz ab. Gleichzeitig zog er ins Pokalfinale ein, unterlag dort aber dem CFR Cluj im Elfmeterschießen. Die Spielzeit 2011/12 schloss er mit seinem Klub als Vizemeister ab, wobei er wiederum CFR Cluj den Vortritt lassen musste. Im Sommer 2012 nahm ihn der italienische Erstligist Chievo Verona unter Vertrag. Dort konnte er sich zunächst nicht durchsetzen, erst zum Ende der Saison 2012/13 kam er häufiger zum Zuge und erzielte am 31. Spieltag gegen Udinese Calcio sein erstes Tor für Chievo.
Anfang 2014 wurde Papp für ein halbes Jahr an Astra Giurgiu in seine rumänische Heimat ausgeliehen. Mit Astra konnte er die Spielzeit 2013/14 als Vizemeister hinter Steaua Bukarest abschließen und anschließend den rumänischen Pokal gewinnen. Im August 2014 wurde Papp an Steaua Bukarest ausgeliehen, das ihn Anfang 2015 fest verpflichtete. Mit Steaua konnte er die Meisterschaft 2015 gewinnen. In der Saison 2015/16 kam er auf lediglich sieben Einsätze.
Im Sommer 2016 verließ Papp Steaua und wechselte zum FC Wil 1900 in die Schweizer Challenge League. Im Januar 2017 zog er zum türkischen Erstligisten Kardemir Karabükspor weiter. Wiederum ein Jahr später schloss er sich Ligarivale Sivasspor an.

### Nationalmannschaft
Im Februar 2011 wurde Papp von Nationaltrainer Răzvan Lucescu erstmals ins Aufgebot der rumänischen Nationalmannschaft berufen. Am 8. Februar 2011 debütierte er im Spiel gegen die Ukraine im Rahmen eines Turniers auf Zypern. In der Saison 2011/12 wurde er zu einer festen Größe im Team des neuen Coaches Victor Pițurcă. Bei der 3:4-Niederlage im Freundschaftsspiel gegen Slowenien am 15. August 2012 konnte er sein erstes Tor erzielen. Anschließend wurde er jedoch nicht mehr berücksichtigt.

## Erfolge

### Verein
Astra Giurgiu
- Rumänischer Pokalsieger: 2014
- Rumänischer Supercupsieger: 2014

Steaua Bukarest
- Rumänischer Meister: 2015
- Rumänischer Ligapokal: 2015
- Rumänischer Pokalsieger: 2015

Universitatea Craiova
- Rumänischer Pokalsieger: 2021